# Psychotria blakei
Psychotria blakei là một loài thực vật có hoa trong họ Thiến thảo. Loài này được Standl. & Steyerm. miêu tả khoa học đầu tiên năm 1953.